# Finta
Finta là một xã thuộc hạt Dâmbovița, România. Dân số thời điểm năm 2002 là 4669 người.